# 太湖街道 (苏州市)
太湖街道是中国江苏省苏州市吴中区的一个街道办事处，总面积约为25.9平方公里，其中陆地面积16.8平方公里、水域面积9.1平方公里（含岛0.15平方公里），现有常住人口1.84万人。

## 历史
2018年5月28日，苏州市民政局在《重大地名命名方案公示》中表示“拟增设街道紧邻太湖，以‘太湖’为名，与当地的自然地理特征相契，具有较强的指位性”。
2018年11月28日，根据《苏州市人民政府关于同意吴中区调整越溪街道行政区域设立太湖街道的批复》和《苏州市人民政府关于同意吴中区调整越溪街道行政区域设立太湖街道的批复》和《市编办关于同意调整苏州太湖新城吴中管委会管理体制和机构编制有关事项的批复》，太湖街道正式挂牌成立。街道办事处办公地点暂设龙翔路777号，与太湖新城管委会合署办公。
此前苏州市曾存在“太湖”的行政区划。1982年，原吴县市成立太湖乡，1995年撤乡建镇，2001年并入光福镇，太湖镇建制由此撤销。

## 行政区划
太湖街道共管辖融湾、颐湾2个社区居委会。根据未来实际需要，太湖街道将会设立新的社区居委会。